# Андреа Дуро
Андреа Дуро (ісп. Andrea Duro Flores, 14 жовтня 1991) — іспанська актриса, відома за ролями Йоланди «Йолі» Фрейре у телесеріалі «Фізика чи хімія»» та Мари у фільмі «Три метри над рівнем неба» та його продовженні.

## Біографія
Андреа розпочала свою телевізійну кар'єру у 2007 році у серіалі «Питання про секс», зігравши роль Берти у двох серіях. 
З 2008 по 2011 рік вона прославилася своєю роллю Йоланди «Йолі» Фрейре Карбальяр в іспанському телесеріалі «Фізика чи хімія».
У 2010 році вона позувала для британського журналу FHM. Її дебют у повнометражному кіно відбувся у фільмі «Три кроки над небом» (2010). Цього ж року вона з'явилася в документальному фільмі Canal+ "Акторки", у програмі "Гніздо" та "Те, що ми є".
У 2011 році після завершення серіалу «Фізика чи хімія» вона продовжила свою кар'єру в кіно з фільмами: «Винищувач зомбі», знятим на Кубі; «Пригоди примари», і продовженням «Три метри над рівнем неба» — «Я хочу тебе».
У  2011 році була нагороджена у категорії «Найкращий дебют» на церемонії Капітал за її роль у «Трьох метрах над рівнем неба».
З лютого 2011 року брала участь у серіалі «Таємниця Старого мосту», телеканалу Antena 3, де грає Енрігетту, дотепну та спонтанну дівчину. 
У 2013 році зіграла роль Селії Вельєдур у серіалі «Гранд-готель».
У 2016 році вона зіграла в акторському складі з Рут Нуньєс у дев'ятому сезоні серіалу "Коли я їду".
У січні 2019 року завершилися зйомки серіалу Promesas de arena з Андреа Дуро та Бланкою Портільо в головних ролях.
У 2020 році підтверджено, що актриса дасть життя Йоланді «Йолі» Фрейре Карбаллар у Física o químicaː El reencuentro для платформи Atresplayer Premium, де вона та Максі Іглесіас є головними героями.

## Особисте життя
З 2011 по 2014 роки перебувала у стосунках з іспанським актором Хоелем Боскедом.
У 2019-2021 роках Андреа Дуро перебувала у стосунках з кубинською моделлю Хуаном Бетанкур.

## Фільмографія
- Фізика чи хімія (Física o química, 2008-2011)
- Три метри над рівнем неба (Tres metros sobre el cielo, 2010)
- Акторки, документальний фільм Canal+ (Actrices, 2010)
- Винищувач зомбі (Juan de los muertos, 2011)
- Таємниця старого мосту (El secreto de Puente Viejo, 2012)
- Три метри над рівнем неба: Я хочу тебе (Tres metros sobre el cielo: Tengo ganas de ti, 2012)
- Пробач, якщо кажу тобі «коханий» (Perdona si te llamo amor, 2014)
- За жменю поцілунків (Por un puñado de besos, 2014)